# Möllatsi
Möllatsi – wieś w Estonii, w prowincji Tartu, w gminie Tartu.